# Leptognathia multiserrata
Leptognathia multiserrata är en kräftdjursart som beskrevs av Hansen 1913. Leptognathia multiserrata ingår i släktet Leptognathia och familjen Leptognathiidae. Inga underarter finns listade i Catalogue of Life.